# Yvescambefortius sarawacus
Yvescambefortius sarawacus là một loài bọ cánh cứng trong họ Bọ hung (Scarabaeidae).